# Pamiętnik księżniczki
Pamiętnik księżniczki (ang. The Princess Diaries) – seria książek dla nastolatek autorstwa amerykańskiej pisarki Meg Cabot. Każda z czternastu książek cyklu stała się bestsellerem i trafiła na pierwsze miejsca rankingów najlepiej sprzedających się powieści dla nastolatków. W samej Polsce sprzedaż książek z serii sięgnęła dwustu tysięcy egzemplarzy (2005 rok).

## Fabuła
Główną bohaterką serii jest nastoletnia Mia Thermopolis, typowa uczennica nowojorskiego liceum. Mia, jak każda nastolatka, miewa swoje problemy. Do pewnego czasu najważniejszymi z nich są: fatalne wyniki z algebry, brak biustu, nieatrakcyjny wygląd oraz randki jej matki z nauczycielem algebry. Któregoś dnia świat dziewczyny staje na głowie: ojciec oznajmia jej, że jest księciem Genowii, europejskiego minipaństwa. Wskutek chemioterapii staje się bezpłodny, a Mia – jego jedyny potomek, nieślubna córka – zostaje dziedziczką genowiańskiego tronu. Dla młodej księżniczki nie oznacza to jednak „i żyła długo i szczęśliwie”' – nie ma zamiaru opuszczać Nowego Jorku, swoich przyjaciół i życia, które dotąd znała. Daje się jednak przekonać ojcu. Od tego czasu codziennie pobierać będzie lekcje dworskiej etykiety u znienawidzonej i zdziwaczałej babki, a przerwy świąteczne i letnie musi spędzać w Genowii, gdzie będzie uczyła się rządzić. Kolejne tomy przygód opisują nowe przygody Mii i jej przyjaciół.

## Seria
Seria składa się z jedenastu tomów głównych oraz czterech tomów uzupełniających (daty dotyczą oryginalnego wydania):
- Pamiętnik księżniczki
(The Princess Diaries) październik 2000
- Pamiętnik księżniczki II: Księżniczka w świetle reflektorów
(The Princess Diaries, volume II: Princess in the Spotlight) czerwiec 2001
- Pamiętnik księżniczki III: Zakochana księżniczka
(The Princess Diaries, volume III: Princess in Love) marzec 2002
- Pamiętnik księżniczki IV: Księżniczka na dworze
(The Princess Diaries, volume IV: Princess in Waiting) kwiecień 2003
- Pamiętnik księżniczki IV i ½: Akcja Księżniczka
(The Princess Diaries, volume IV and ½: Project Princess) sierpień 2003
- Pamiętnik księżniczki V: Księżniczka na różowo
(The Princess Diaries, volume V: Princess in Pink) marzec 2004
- Pamiętnik księżniczki VI: Księżniczka uczy się rządzić
(The Princess Diaries, volume VI: Princess in Training) marzec 2005
- Pamiętnik księżniczki: Gwiazdkowy prezent
(The Princess Diaries, volume VI and ½: The Princess Present) październik 2004
- Pamiętnik księżniczki VII: Księżniczka imprezuje
(The Princess Diaries, volume VII: Party Princess) marzec 2006
- Pamiętnik księżniczki VII i ½: Urodziny księżniczki
(The Princess Diaries, volume VII and ½: Sweet Sixteen Princess) maj 2006
- Pamiętnik księżniczki VII i ¾: Walentynki
(The Princess Diaries, volume VII and ¾: Valentine Princess) grudzień 2006
- Pamiętnik księżniczki VIII: Księżniczka w rozpaczy
(The Princess Diaries, volume VIII: Princess on a Brink) styczeń 2007
- Pamiętnik księżniczki IX: Księżniczka Mia
(The Princess Diaries, volume IX: Princess Mia) grudzień 2007
- Pamiętnik księżniczki X i ostatni: Pożegnanie księżniczki
(The Princess Diaries, volume X: Forever Princess) 8 stycznia 2009
- Pamiętnik księżniczki XI
(The Princess Diaries, Volume XI: Royal Wedding) 2 czerwca 2015

## Bohaterowie

### Główni bohaterowie
- Amelia „Mia” Mignonette Grimaldi Thermopolis Renaldo - księżniczka małego europejskiego księstwa - Genowii, główna bohaterka serii. Ma blond włosy i szare oczy. Uwielbia „Gwiezdne wojny” i kluski z sezamem na zimno z „Number One Noodle Son”. Najbardziej na świecie kocha, oczywiście, swojego kota - Grubego Louie, młodszego braciszka - Rocky’ego i chłopaka, Michaela. Jej najlepsze przyjaciółki to Lilly Moscowitz i Tina Hakim Baba. Na początku jest wegetarianką, jednak pod wpływem rozstania z Michaelem została fleksitarianką. Urodziła się 1 maja. Dba o środowisko, jest „ekolożką”. Uwielbia pisać, w ostatnim tomie wydaje książkę - „Okup za moje serce”. Ma tendencję do „wyolbrzymiania” problemów.
- Michael Moscovitz – chłopak Mii (od 4 części do 8 oraz na koniec 10). Dzięki zbudowaniu zautomatyzowanego ramienia do przeprowadzania operacji (CardioArm) stał się milionerem. Jedno z urządzeń podarował szpitalowi w Genowii, czym przekonał babkę Mii, że jest godzien być chłopakiem Mii. Uwielbia „Gwiezdne wojny”. Chodził z Mią od czwartej klasy, zerwali gdy był na drugim roku studiów. Z powrotem zeszli się podczas balu maturalnego Mii. Ma szerokie ramiona, wielkie dłonie, ciemne, krótko obcięte włosy oraz ciemnobrązowe oczy. Kiedy jeszcze chodził do liceum, mówiono o nim jako o 'trzecim najseksowniejszym chłopaku w szkole po Joshu Richterze i Justinie Baxendale'u'.
- Lilly Moscovitz – najlepsza przyjaciółka Mii (do 9 części i ponownie od 10 części), była dziewczyną Borisa Pelkowskiego i J.P, obecnie jej chłopakiem jest Kenny Showalter. Ma własny program telewizyjny „Lily mówi prosto z mostu”, w którym nie raz gościła księżniczkę. Posiada wiele kolczyków, często jej włosy są wielokolorowe. Razem z Kennym dostała się na Uniwersytet Columbia w Nowym Jorku. Ma dość krytyczne spojrzenie na świat.
- Tina Hakim Baba – najlepsza przyjaciółka Mii (od 2 części), uwielbia romanse, nigdy nie krytykuje tego, co robi Mia, jest jej bardzo oddana. Jest bardzo ładna. Jako córka arabskiego szejka i supermodelki jest bardzo bogata. Ma 2. siostry i brata, jej ochroniarzem jest Wahim. To właśnie do niej dzwoni Mia, kiedy potrzebuje porady.
- Grandmère (właściwie Clarissa Marie Grimaldi Renaldo) – babka Mii, księżna wdowa z Genowii. Mia musi chodzić do niej na codzienne lekcje etykiety dworskiej. Mia nienawidzi Grandmère, gdyż robi ona wiele rzeczy, na które Mia nie zezwala np. opublikowanie jej (Mii) zdjęć, gdy przymierzała sukienki jako pokaz mody ubrań kuzyna Sebastiana, wywiad z Beverly Bellerieve, wielki ślub mamy Mii i pana Gianiniego (oni chcieli mieć cichy ślub), bal u hrabiny Trevanni, gdy miała randkę z Michaelem itd. Jest apodyktyczna, ale kocha Mię.
- Filip Renaldo – ojciec Mii, książę Genowii, później premier. Jest feministą. Często pomaga Mii w jej konfliktach z Grandmère.
- Helen Thermopolis – matka Mii, wyzwolona malarka, feministka.
- Frank Gianini – ojczym Mii, nauczyciel algebry w jej szkole.
- Rocky Thermopolis-Gianini – młodszy, przyrodni brat Mii. Uwielbia Grandmère. Mia bardzo martwi się wychowaniem swojego brata.
- Gruby Louie – ukochany rudy gruby kot Mii. Kiedyś pożarł skarpetkę. Waży 12 kilogramów.

### Bohaterowie drugoplanowi
- Lana Weinberger – wróg Mii, a od 9 części jej przyjaciółka. Blondynka, wysoka i bardzo piękna. Miała wielu chłopaków.
- Boris Pelkowski – kolega Mii i były chłopak jej byłej najlepszej przyjaciółki, Lilly Moscovitz, chłopak Tiny Hakim Baby.
- Kenneth „Kenny” Showalter – były chłopak Mii, bardzo zdolny uczeń, ukochany Lilly.
- Lars – ochroniarz Mii, podoba mu się Mademoiselle Klein.
- Wahim – ochroniarz Tiny Hakim Baby.
- Państwo Moscovitz – rodzice Lilly i Michaela, psychoanalitycy.
- Shameeka Taylor, Ling Su Wong, Perin Thomas – przyjaciółki Mii.
- Jangbu Panasa – kelner i były chłopak Lilly Moscovitz.
- John „J.P.” Paul Reynolds Abernathy IV/Facet, który nie cierpi, kiedy dodają kukurydzy do chili, a zarazem przyjaciel Mii, były chłopak Lilly. W 9 tomie wyznaje Mii miłość (chodzą ze sobą przez 2 lata - zrywają w 10 części).
- Josh Richter – najprzystojniejszy chłopak w szkole i były chłopak Lany Weinberger. Mia była w nim zakochana.
- Doktor Bzik – psychoterapeuta Mii.
- Trisha Hayes – „popleczniczka” Lany Weinberger. Od 9 części przyjaciółka Mii. Jest nieco płytka, świetnie zna się na zakupach.
- Karen Martinez – nauczycielka języka angielskiego w Liceum imienia Alberta Einsteina od 6 części. Nie dogadywała się z Mią jeśli chodzi o twórcze zdolności księżniczki: powtarzała, że Mia zbyt przesadnie wszystko koloruje i jej wypracowania są pełne banałów. Z 10 części możemy wywnioskować, że została nową dziewczyną księcia Filipa z Genowii (ojca Mii).
- Vigo – Genowiański specjalista od urządzania książęcych imprez.
- Pani Spears - nauczycielka angielskiego w szkole Mii.
- Ramon Riveras - (występuje w części 6)  Natychmiast zaczyna spotykać się z Laną Weinberger. Jest w drużynie piłkarskiej. Później okazuje się, że Ramon nie jest studentem z wymiany w Ameryce Południowej, ale studentem, który został opłacony przez Weinbergerów i innych członków Rady Powierniczej, aby pomóc AEHS wygrać przegrane mecze.

## Ekranizacje
Na podstawie książek w 2001 roku studio Disneya nakręciło film, a w 2004 roku jego kontynuację.